# Where the Lilies Bloom
Pour plus de détails, voir Fiche technique et Distribution.
Where the Lilies Bloom est un film américain réalisé par William A. Graham, sorti en 1974.

## Fiche technique
- Titre original : Where the Lilies Bloom
- Réalisation : William A. Graham
- Scénario : Earl Hamner Jr., d'après la nouvelle éponyme de Bill Cleaver et Vera Cleaver
- Décors : Tambi Larsen
- Costumes : G. Tony Scarano (wardrober)
- Photographie : Urs Furrer
- Montage : O. Nicholas Brown
- Musique : Earl Scruggs
- Production : Robert B. Radnitz
- Société(s) de production : Radnitz/Mattel Productions
- Société(s) de distribution : United Artists
- Pays d'origine : États-Unis
- Année : 1974
- Langue originale : anglais
- Format : couleur (Technicolor) — 35 mm — 1,85:1 — mono
- Genre : drame, romance
- Durée : 98 minutes
- Dates de sortie : 
  -  États-Unis : 10 avril 1974 (San Francisco)

## Distribution
- Julie Gholson : Mary Call
- Jan Smithers : Devola
- Matthew Burrill : Romey
- Helen Harmon : Ima Dean
- Sudie Bond : Miss Fleetie
- Rance Howard : Roy Luther
- Tom Spratley : Mr Connell
- Alice Beardsley : Goldie Pease
- Bob Cole : Hyder Graybeal
- Helen Bragdon : Mrs. Connell
- Harry Dean Stanton : Kiser Pease

## Distinction

### Nomination
- Golden Globes 1975 :
  - Golden Globe de la révélation féminine de l'année pour Julie Gholson